# Cleveland Browns 1954
La stagione 1954 dei Cleveland Browns è stata la quinta della franchigia nella National Football League, la nona complessiva. La squadra chiuse la stagione regolare con un record di 9-3, incontrando per la terza volta consecutiva i Detroit Lions bi-campioni in carica, nella finale di campionato. Questa volta furono i Browns a prevalere, vincendo nettamente per 56-10 e conquistando il loro secondo titolo nella NFL. Fu la nona finale consecutiva per Cleveland tra NFL e AAFC.

## Calendario
| Stagione regolare |              |                                         |                                         |                                         |                                         |
| Turno             | Data         | Avversario                              | Risultato                               | Record                                  | Pubblico                                |
| 1                 | 26 settembre | at Philadelphia Eagles                  | S 28–10                                 | 0–1                                     | 26,546                                  |
| 2                 | 3 ottobre    | Spostata al 19 dicembre; (World Series) | Spostata al 19 dicembre; (World Series) | Spostata al 19 dicembre; (World Series) | Spostata al 19 dicembre; (World Series) |
| 3                 | 10 ottobre   | Chicago Cardinals                       | V 31–7                                  | 1–1                                     | 24,101                                  |
| 4                 | 17 ottobre   | at Pittsburgh Steelers                  | S 27–55                                 | 1–2                                     | 33,262                                  |
| 5                 | 24 ottobre   | at Chicago Cardinals                    | V 35–3                                  | 2–2                                     | 23,823                                  |
| 6                 | 31 ottobre   | New York Giants                         | V 24–14                                 | 3–2                                     | 30,448                                  |
| 7                 | 7 novembre   | Washington Redskins                     | V 62–3                                  | 4–2                                     | 25,158                                  |
| 8                 | 14 novembre  | at Chicago Bears                        | V 39–10                                 | 5–2                                     | 48,773                                  |
| 9                 | 21 novembre  | Philadelphia Eagles                     | V 6–0                                   | 6–2                                     | 41,537                                  |
| 10                | 28 novembre  | at New York Giants                      | V 16–7                                  | 7–2                                     | 45,936                                  |
| 11                | 5 dicembre   | at Washington Redskins                  | V 34–14                                 | 8–2                                     | 21,761                                  |
| 12                | 12 dicembre  | Pittsburgh Steelers                     | V 42–7                                  | 9–2                                     | 28,064                                  |
| 13                | 19 dicembre  | Detroit Lions                           | S 14–10                                 | 9–3                                     | 34,168                                  |

### Playoff
| Playoff |             |               |           |        |                             |          |         |
| Turno   | Data        | Avversario    | Risultato | Record | Stadio                      | Pubblico | Sintesi |
| Finale  | December 26 | Detroit Lions | V 56–10   | 1–0    | Cleveland Municipal Stadium | 43,827   | Recap   |

## Classifiche
| NFL Eastern Conference |   |    |   |      |      |     |     |     |
|                        | V | S  | P | %    | CONF | PF  | PS  | STR |
| Cleveland Browns       | 9 | 3  | 0 | .750 | 8–2  | 336 | 162 | S1  |
| Philadelphia Eagles    | 7 | 4  | 1 | .636 | 7–3  | 284 | 230 | V1  |
| New York Giants        | 7 | 5  | 0 | .583 | 7–3  | 293 | 184 | S1  |
| Pittsburgh Steelers    | 5 | 7  | 0 | .417 | 4–6  | 219 | 263 | S2  |
| Washington Redskins    | 3 | 9  | 0 | .250 | 2–8  | 207 | 432 | V1  |
| Chicago Cardinals      | 2 | 10 | 0 | .167 | 2–8  | 183 | 347 | S3  |

Note: I pareggi non venivano conteggiati ai fini della classifica fino al 1972.